# 油画研究室
油画研究室（ゆがけんきゅうしつ）は、日本の美術大学にある大学研究室。ほかに油彩画研究室（ゆさいけんきゅうしつ）など。油画は「ゆが」「あぶらが」「あぶらえ」と読む。

## 例
- 北海道教育大学岩見沢校 美術文化専攻 油彩画研究室
- 北海道教育大学 芸術文化課程美術コース油彩研究室
- 東京芸術大学大学院美術研究科 油画技法材料研究室[注 1]
- 東京芸術大学大学院 文化財保存修復油画研究室
- 武蔵野美術大学造形学部油絵学科油絵研究室
- 広島市立大学 芸術学部油絵専攻 油絵共同研究室
- 嵯峨美術大学 芸術学部造形学科油画研究室
- 沖縄県立芸術大学 大学院絵画専攻油画研究室
- 尾道市立大学 美術学科芸術文化学部油画共同研究室
- 多摩美術大学 美術学部絵画学科油画研究室
- 文星芸術大学 油画研究室